# Raúl Chasco Ruiz
Raúl Chasco Ruiz (Pamplona, Navarra, 13 de septiembre de 2003) es un futbolista español que juega como lateral izquierdo en el Club Atlético Osasuna B de la Primera Federación.

## Trayectoria
Natural de Burlada, Chasco se formó desde edad alevín en las categorías inferiores de la UDC Txantrea, histórico club convenido del Athletic Club en Pamplona.En julio de 2019 se incorporó a la cantera del Athletic Club para jugar en su equipo juvenil.Tras dos temporadas como juvenil, promocionó al CD Basconia de Tercera Federación en 2021. El 12 de febrero de 2022 debutó como titular, en Primera Federación, con el Bilbao Athletic ante el Zamora CF.En la temporada 2022-23 fue el lateral izquierdo titular del filial, aunque no pudo evitar el descenso de categoría.
El 15 de agosto de 2023 firmó un contrato de dos años con el Valladolid Promesas de Segunda Federación.El 27 de septiembre de 2024 debutó con el Real Valladolid, en Primera División, en un encuentro disputado en el Estadio José Zorrilla ante el RCD Mallorca (1-2).
El 2 de julio de 2025, se anuncia su fichaje por el Club Atlético Osasuna B, firmando por una temporada más otras dos opcionales.

## Clubes
Actualizado al último partido disputado el 20 de abril de 2025.
| Club                     | País          | Año           | Partidos | Goles |
| ------------------------ | ------------- | ------------- | -------- | ----- |
| CD Basconia (Cedido)     | España        | 2021-2022     | 28       | 0     |
| Bilbao Athletic          | España        | 2022-2023     | 32       | 0     |
| Real Valladolid Promesas | España        | 2023-2025     | 36       | 1     |
| Real Valladolid C. F.    | España        | 2024-2025     | 4        | 0     |
| C. A. Osasuna B          | España        | 2025-         |          |       |
| Total carrera            | Total carrera | Total carrera | 100      | 1     |